# Nabu-Xum-Libur
Nabu-Xum-Libur va ser l'últim rei de la segona dinastia d'Isin, quarta de Babilònia. El seu regnat va patir nombroses incursions dels arameus nòmades que atacaven des del nord del país.
Va succeir a Marduk-Zer potser l'any 1033 aC i hauria governat fins al 1025 aC o 1024 aC. Una dinastia que governada la part més meridional del territori, el País de la Mar, a la riba del golf Pèrsic va aprofitar la debilitat de Nabu-Xum-Libur deguda a un període de males collites i d'invasions de les tribus nòmades, i va ocupar el tron de Babilònia per estabilitzar el país. El rei Simbar-Xipak va instaurar el que la Llista dels reis de Babilònia anomena Segona dinastia del País de la Mar, la cinquena dinastia de reis de Babilònia.
Es coneixen molt pocs fets del regnat d'aquest sobirà.